# Renate Seitner
Renate Seitner (* 3. Februar 1962 in Krems an der Donau) ist eine österreichische Politikerin (SPÖ) und Gymnasiallehrerin. Sie war von 2007 bis 2008 Mitglied des österreichischen Bundesrates und Stadträtin der Stadtgemeinde Mautern an der Donau. 

## Ausbildung und Beruf
Seitner besuchte von 1968 bis 1972 die Volksschule in Mautern an der Donau und absolvierte danach von 1972 bis 1977 die Allgemeinbildende höhere Schule in Krems an der Donau. Sie besuchte im Anschluss zwischen 1977 und 1981 die Bildungsanstalt für Arbeitslehrerinnen und erreichte 1984 schließlich ihren Lehrabschluss für Damenkleidermacherinnen. Zudem absolvierte sie im Jahr 1987 die Meisterprüfung für Damenkleidermacherinnen. Beruflich war Seitner von 1981 bis 1983 als Fachlehrerin an der Bundeslehranstalt für Kindergärtnerinnen in Amstetten tätig, danach war sie von 1983 bis 1986 Erzieherin am Bundeskonvikt III. in Krems an der Donau. 1984 wurde sie Lehrerin für textiles und technisches Werken am Bundesrealgymnasium Ringstraße in Krems an der Donau.

## Politik und Funktionen
Seitner engagierte sich in der Lokalpolitik und wurde 1995 zum Mitglied des Gemeinderates der Stadtgemeinde Mautern an der Donau gewählt. Sie übernahm im Jahr 2007 die Funktion der Stadträtin in Mautern und bekleidete dieses Amt bis 2012. Innerparteilich war sie ab 1996 Bezirksfrauenvorsitzende der SPÖ Krems an der Donau, wobei sie diese Funktion bis 2009 innehatte. Ab 2001 war sie zudem Bezirksvorsitzende der Fraktion Sozialdemokratischer Gewerkschafter (FSG) in Krems an der Donau. Zudem war sie ab 2007 Vorsitzende der SPÖ-Mautern und stellvertretende SPÖ-Bezirksparteivorsitzende. Sie war vom 25. Jänner 2007 bis zum 9. April 2008 Mitglied im Bundesrat und von 2007 bis 2008 Schriftführerin im Ausschuss für Familie und Jugend. Sie gehörte des Weiteren dem Ausschuss für Frauenangelegenheiten, dem Ausschuss für Land-, Forst- und Wasserwirtschaft, dem Ausschuss für soziale Sicherheit, Generationen und Konsumentenschutz, dem Ausschuss für Verfassung und Föderalismus, dem Gesundheitsausschuss und dem Ausschuss für Familie und Jugend als Mitglied an. 